# دربند (ازنا)
دربند دهستانی بزرگ وسرسبز و بسیار زیبا در جلگه شمالی اشتران‌کوه در شهرستان ازنا در استان لرستان است که به خاطر وجود ایستگاه راه‌آهن در آن از این روستا بنام «ایستگاه دربند» هم یاد می‌کنند. از چشم‌انداز کوه اشتران کوه این روستا دیده می‌شود.

## مردم‌شناسی
ایل بختیاری در این منطقه سکونت دارند و اکثر مردم این مناطق شهرت بهمنی دارند.

## جغرافیای طبیعی
دربند روستایی پر درخت و سبز است که باغ‌های میوه در آن به وفور یافت می‌شود. رودخانه‌ای که ازین روستا می‌گذرد بسیار پرآب و زلال و دارای آبی گواراست. از طبیعت زیبای این روستا می‌توان به درخت‌های بیدستان اشاره کرد. از جلوه‌های دیدنی این روستا ساختمان قدیمی ایستگاه و لانهٔ لک لک‌هایی که ده‌ها سال روی یکی از دودکشهایش لانه کرده‌اند می‌باشد.

## نگارخانه

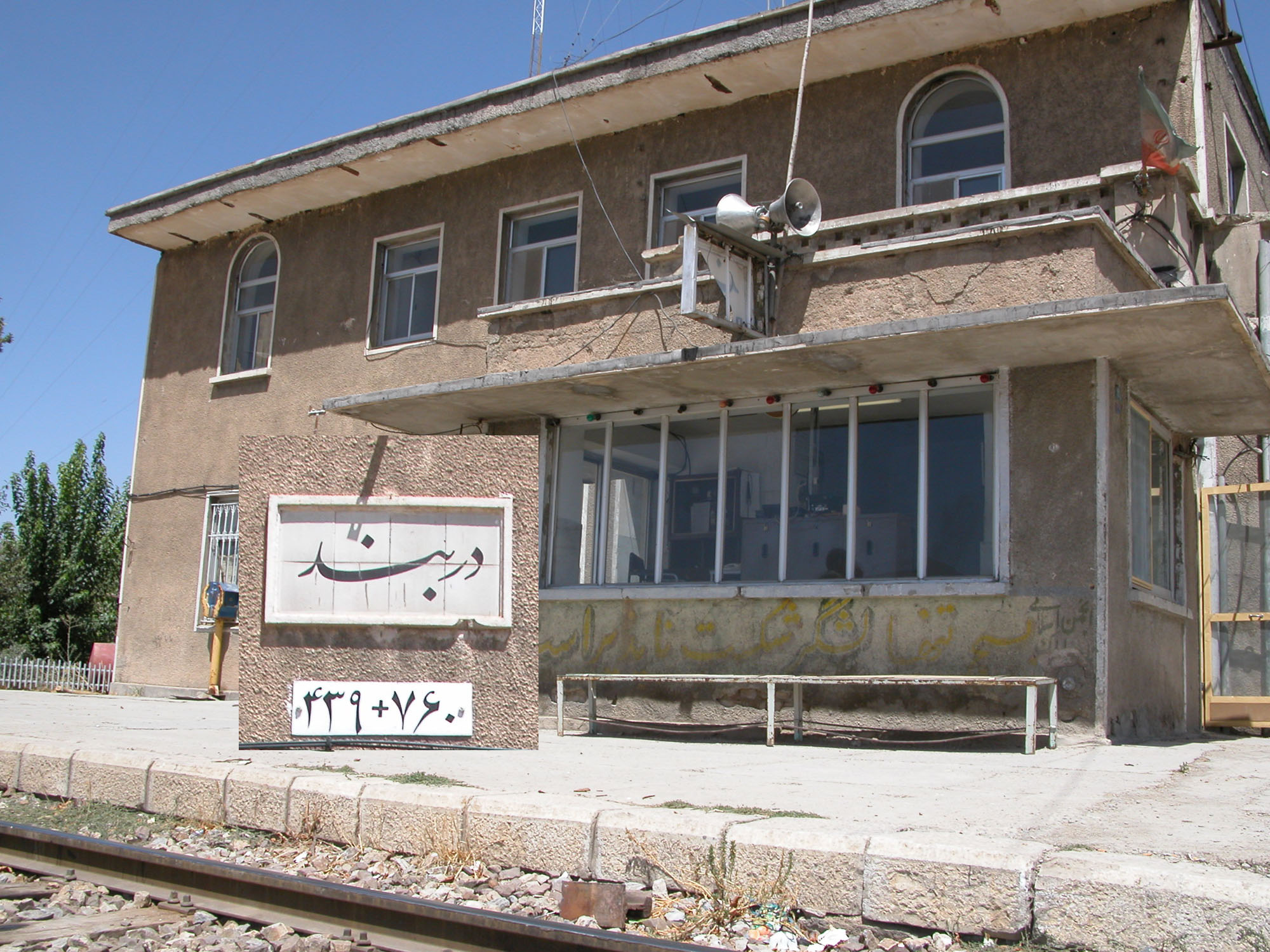
ایستگاه راه‌آهن دربند در شهریور ۱۳۸۴
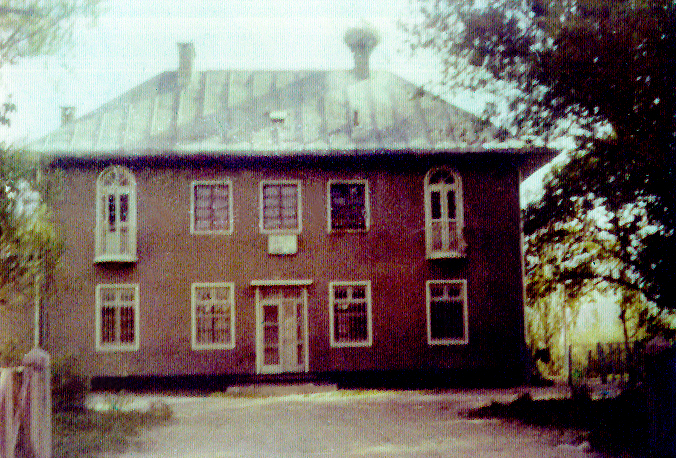
ایستگاه راه‌آهن دربند در ۱۳۵۴

## مسیر کوهنوردی
کوهنوردانی که به قله‌های اشترانکوه صعود می‌کنند معمولاً برای رسیدن به گهر از مسیر آبادی تیان در شهرستان ازنا حرکت می‌کنند. برای رفتن از مسیر تیان می‌توان از راه‌آهن تهران-خرمشهر استفاده کرد و در ایستگاه دربند بعد از ایستگاه ازنا از قطار پیاده شد و مسیر ماشین رو هم تهران-قم-اراک-ازنا (کل مسیر ۳۳۰ کیلومتر)